# Валетов, Ян Михайлович
Ян Миха́йлович Вале́тов (псевд. Борис Битнер; род. 26 августа 1963, Днепропетровск) — украинский писатель-фантаст и журналист, пишет на русском языке.

## Биография
Родился 26 августа 1963 года в Днепропетровске, где и живет по настоящее время.
В 1986 году закончил физико-технический факультет Днепропетровского государственного университета. Был капитаном команды КВН ДНУ, членом Всесоюзного Клуба «Что? Где? Когда?». Один из создателей игры «Брэйн-ринг». После окончания  ДГУ непродолжительное время работал инженером в отделе механизации и складского хозяйства ГП «УКГИПРОМЕЗ» (Государственное предприятие «Украинский институт по проектированию металлургических заводов»). С 1987 года занимается бизнесом. Женат. Двое детей.

### Внецикловые произведения
- 2005. «Левый берег Стикса». — Киев: «Альтерпресс», 2005. — 390 с. — 500 экз. — ISBN 966-542-269-3.
- 2006. «Прицельная дальность» = «Прицільна дальність». — Киев: «Факт», 2006. — 132 с. — (Exceptis excipiendis). — 2000 экз. — ISBN 966-359-076-9.
- 2007. «Глубина» («Остаться в живых»). — СПб: Крылов, 2007. — 352 с. — (Остров сокровищ). — 3500 экз. — ISBN 978-5-9717-0488-1.
- 2007. Сборник «Остаться в живых»: роман «Остаться в живых», повесть «Прицельная дальность», рассказ «Грустный танец фрейлакс» . — Киев: «Альтерпресс», 2007. — 444 с. — 500 экз.
- 2017. «1917, или Дни отчаяния». — Харьков: «Фолио», 2017. — 602 с. — 1500 экз. — ISBN 978-966-037823-0.

### Ничья земля
- - «Ничья земля». — СПб.: Ленинградское издательство, 2011. — 1072 с. — (Боевая фантастика. Циклы). — 4550 экз. — ISBN 978-5-9942-0726-0.
  - 2008. «Ничья земля». — СПб.: Ленинградское издательство, 2008. — 352 с. — (Боевая фантастика). — 3020 экз. — ISBN 978-5-9942-0068-1.;
    - Переиздание: «Ничья земля». — СПб/Москва: Ленинградское издательство/Эксмо, 2009. — 352 с. — (Mortal Zone). — 10 050 + 6010 экз. — ISBN 978-5-9942-0368-2.

  - 2008. «Дети Капища». — СПб.: Ленинградское издательство, 2008. — 416 с. — (Боевая фантастика). — 5050 экз. — ISBN 5-289-02618-5.;
    - Переиздание: «Дети Капища». — СПб/Москва: Ленинградское издательство/Эксмо, 2009. — 416 с. — (Mortal Zone). — 10 050 + 6010 экз. — ISBN 978-5-9942-0370-5.

  - 2008. «Дураки и герои». — СПб.: Ленинградское издательство, 2008. — 416 с. — (Боевая фантастика). — 7050 экз. — ISBN 978-5-9942-0085-8.;
    - Переиздание: «Дураки и герои». — СПб/Москва: Ленинградское издательство/Эксмо, 2009. — 416 с. — (Mortal Zone). — 15 050 экз. — ISBN 978-5-9942-0400-9.

  - 2008. «Школа негодяев». — СПб.: Ленинградское издательство, 2008. — 448 с. — (Боевая фантастика). — 7050 экз. — ISBN 978-5-9942-0236-4.;
    - Переиздание: «Школа негодяев». — СПб/Москва: Ленинградское издательство/Эксмо, 2009. — 448 с. — (Mortal Zone). — 15 050 экз. — ISBN 978-5-9942-0416-0.

### Проклятый
- 2010. «Хроники Проклятого». — СПб.: Ленинградское издательство, 2010. — 352 с. — (Боевая фантастика). — 8050 экз. — ISBN 978-5-9942-0504-4.
  - Переиздание: «Хроники Проклятого». — Киев: «Альтерпресс», 2010. — 352 с. — 750 экз. — ISBN 978-966-542-432-1.
- 2011. «Путь Проклятого». — Киев: «Альтерпресс», 2011. — 352 с. — 750 экз. — ISBN 978-966-542-455-0.
- 2012. «Сердце Проклятого». — Киев: «Альтерпресс», 2012. — 750 экз. — ISBN 978-966-542-546-5.

## Экранизация
В апреле 2014 года вышел четырёхсерийный мини-сериал «Предельная глубина» по мотивам романа «Глубина». Производство: «Единая медиа группа» по заказу телеканала «Россия-2». Режиссёр: Константин Максимов. В ролях: Антон Батырев, Светлана Устинова, Максим Онищенко, Юрий Лагута.

## Взгляды
Придерживается проукраинских взглядов. Считает погибших в одесском Доме профсоюзов «полезными идиотами», Крым — оккупированной территорией, Россию — агрессором, зачинщиком войны на Донбассе и «империей зла», наследницей имперской политики СССР. Выступает за ревизию советской и российской модели исторической науки в виду их несоответствия реальным фактам и идеологической заангажированности. Убежденный противник левых правительств и последователей коммунистической идеологии.

## Награды и премии
- 2009 «Интерпресскон». Победитель в номинации «Крупная форма», тетралогия «Ничья земля»[4];
- 2009 «Звёздный мост». «Бронзовый кадуцей» в номинации «Лучший цикл, сериал и роман с продолжением», роман «Школа негодяев»[5].